# 풍림화산 (드라마)
《풍림화산》(일본어: 風林火山)은 일본 NHK에서 제작한 대하드라마이다. 2007년 1월 7일부터 12월 16일까지 50부작으로 방영되었다.

## 등장인물

### 주인공과 그 일족

#### 주인공
야마모토 간스케 - 우치노 마사아키
(겐스케 → 오오바야시 간스케 → 야마모토 간스케)

#### 야마모토 가문
리츠 - 마에다 아키

야마모토 사다히사 - 미츠이시 켄
(토시치 → 야마모토 사다히사)

야스 - 마에쿠 미치코

야마모토 사다유키 - 이토 타카시

#### 칸스케와 관련된 가이 국의 사람들
미츠 - 칸쟈 시보리

카와라무라 덴베에 - 아리조노 요시키
(덴스케 → 카와라무라 덴베에)

쿠즈카사 타키치 - 아리마 쥬우
(타키치 → 쿠즈카사 타키치)

오쿠마 - 아사다 아오이

쿠즈카사 모키치 - 우치노 켄타

쿠마키치

요키치

야에

토메

사스케

#### 오오바야시 가문
오오바야시 사다츠구 - 사사노 타카시

키쿠요 - 미즈사와 아키

오오바야시 칸베에 - 카도노 쇼

### 다케다 가문

#### 다케다 일문
다케다 신겐 - 이치카와 카메지로 (소년 시절：이케마츠 소스케)
(다케다 카츠치요 → 다케다 하루노부 → 다케다 신겐)

유우히메 - 시바모토 유키

다케다 노부토라 - 나카다이 타츠야

오오이부인 - 후부키 쥰

산조부인 - 이케와키 치즈루

다케다 노부시게 - 카시마 노리토시
(다케다 지로 → 다케다 노부시게)

다케다 요시노부 - 키무라 료
(다케다 타로 → 다케다 요시노부)

다케다 노부카도 - 마츠오 토시노부
(마고로쿠 → 다케다 노부카도)

카츠누마 노부토모 - 츠지 카즈나가

오고토히메 - 콘노 마히루

아야히메 - 히라타 카오루

우메 - 후쿠다 마유코

키쿠

스와 카츠요리 - 이케마츠 소스케 (소년 시절：사이토 케이스케)
(시로 → 스와 카츠요리)

마리히메 - 야마우치 아미 (어린 시절：키타무라 산고)

#### 타케다 가신과 그 가족
이타가키 노부카타 - 치바 신이치

아마리 토라야스 - 류 라이타

오부 토라마사 - 카네다 아키오

모로즈미 토라사다 - 카토 타케시

오야마다 노부아리 - 타나베 세이이치

오야마다 야사부로 - 아사리 요스케

미루히메 - 마키 요코 (소녀시절：칸노 리오)

후지오우마루 - 쿠로이 노부타카

바바 노부하루 - 타카하시 카즈야
(쿄라이시 카게마사 → 바바 노부하루)

하라 토라타네 - 시시도 카이

코마이 마사타케 - 타카하시 잇세이

코사카 토라츠나 - 타나카 코타로
(카스가 겐고로 → 카스가 토라츠나 → 코사카 토라츠나)

오부 마사카게 - 마에카와 야스유키
(오부 겐시로 → 오부 마사카게)

아키야마 노부토모 - 이치노세 히데카즈

아카베 시모츠게노카미 - 테라지마 스스무

마에지마 마사카츠 - 시오노야 마사유키

카스가 겐노조 - 코바야시 히로키

야마타카 헤이자에몬 - 니시무라 마코토

이시구로 고로베 - 단 토모유키

오오이 소겐 - 쇼지 에이켄

하지카노 덴에몬 - 마야사카 히로시

오바타 - 센주 아키라

카시와기 - 카키누마 코지

#### 시나노노쇼 등 타국의 무리
사나다 유키타카 - 사사키 쿠라노스케

시노메 - 시미즈 미사

사나다 노부츠나 - 모리와키 후미토 (어린 시절：나카무라 케이스케, 소년 시절：오기하라 신지)
(사나다 겐타로 → 사나다 겐타사에몬 → 사나다 노부츠나)

사나다 토쿠지로 - 아즈마야 슈이치 (어린 시절：사카이 와쿠)

사나다 겐지로 - 코바야시 카이토

카와하라 타카마사 - 카사이 켄지

토키다 타카나가 - 하시모토 준

하즈키 - 마나세 주리

스노하라 와카사노카미 - 기무라 사카에

스노하라 소자에몬 - 무라카미 신고

미야시타 - 다케다 히사오

후카이 - 오기노 히데노리

아이키 이치베 - 콘도 요시마사

아시다 노부모리 - 이이다 키스케

코사카 치쿠젠노카미 - 나카무라 히사유키

오오쿠마 토모히데 - 오오하시 고로

#### 하녀들
하기노 - 아사다 미요코

시마 - 오오모리 아케미

키누 - 에자와 모에코

마키 - 오오타니 마이코

### 센고쿠 다이묘들

#### 우에스기 가문(에치고 슈고)과 나가오 가문 → 우에스기 가문
우에스기 마사토라 - 각트(Gackt, 현재：GACKT)
(나가오 카게토라 → 우에스기 마사토라 → 우에스기 켄신)

우에스기 사다자네 - 스즈키 미즈호

나가오 하루카게 - 토다 마사히로

모모 - 니시다 나오미

나가오 마사카게 - 켄조

우사미 사다미츠 - 오가타 켄

나오에 카게츠나 - 니시오카 토쿠마

나미 - 우라베 후사코

카키자키 카케이에 - 카네다 켄이치

혼조 사네요리 - 기무라 겐

#### 이마가와 가문
이마가와 요시모토 - 타니하라 쇼스케

#### 호조 가문
호조 우지야스 - 마츠이 마코토

#### 우에스기(관동관령) 가문과 무사시·우에노의 호족들
우에스기 노리마사 - 이치카와 사단지

#### 마츠다이라 가문
마츠다이라 모토야스 - 사카모토 케이스케
(마츠다이라 모토노부 → 마츠다이라 모토야스)

### 시나노의 호족들

#### 스와 가문
스와 요리시게 - 코히나타 후미요

#### 무라카미 가문과 북 시나노의 호족들
무라카미 요시키요 - 나가시마 토시유키

#### 슈고 오가사와라 가문과 치쿠마·아즈미 군의 호족들
오가사와라 나가토키 - 이마이 토모히코

후루야마 모리카네

#### 사쿠·치이사가타 군의 호족들
히라가 겐신 - 스가타 슌

### 그 외

#### 야자키 가문
야자키 헤이조 - 사토 류타

히사 - 미즈카와 아사미

야자키 쥬고로 - 오카모리 아키라

#### 조정
고나라 천황 - 이치카와 단시로

아스카이 마사노리 - 카메야마 스케키요

#### 승려
세이인 - 사토 케이

#### 그 외
아오키 다이젠 - 시호도 와타루

오후쿠 - 미도리 마코

## 방송일, 시청률
- 첫화와 마지막화는 1시간으로 확대방송되었으며 총 50화로 구성되었다.
- 방송일에 ※가 들어간 방송은 각각 통일지방선거, 제21회 참의원 의원 보통선거 방송으로 인해 방송시간이 19:15 ~ 19:59:30로 변경되었다.
- 제1화 '외꾸눈의 남자'의 재방송은 방송중 쓰나미 경보로 인해 방송이 중단된 관계로, 제2화 '잘있거라 고향이여'의 재방송인 1월 20일날 연속해서 방영하였다.
- 최고 시청률은 22.9%, 평균시청률은 18.7%를 기록하였다.

| 방송차수                                  | 방송일    | 제목            | 시청률 |
| ----------------------------------------- | --------- | --------------- | ------ |
| 제1화                                     | 1월 7일   | 隻眼の男        | 21.0%  |
| 제2화                                     | 1월 14일  | さらば故郷      | 20.0%  |
| 제3화                                     | 1월 21일  | 摩利支天の妻    | 19.8%  |
| 제4화                                     | 1월 28일  | 復讐の鬼        | 21.9%  |
| 제5화                                     | 2월 4일   | 駿河大乱        | 22.9%  |
| 제6화                                     | 2월 11일  | 仕官への道      | 19.3%  |
| 제7화                                     | 2월 18일  | 晴信初陣        | 21.9%  |
| 제8화                                     | 2월 25일  | 奇襲!海ノ口     | 19.4%  |
| 제9화                                     | 3월 4일   | 勘助討たれる    | 19.2%  |
| 제10화                                    | 3월 11일  | 晴信謀叛        | 19.9%  |
| 제11화                                    | 3월 18일  | 信虎追放        | 20.9%  |
| 제12화                                    | 3월 25일  | 勘助仕官        | 18.4%  |
| 제13화                                    | 4월 1일   | 招かれざる男    | 18.5%  |
| 제14화                                    | 4월 8일   | 孫子の旗        | 16.0%  |
| 제15화                                    | 4월 15일  | 諏訪攻め        | 20.0%  |
| 제16화                                    | 4월 22일  | 運命の出会い    | 19.4%  |
| 제17화                                    | 4월 29일  | 姫の涙          | 18.6%  |
| 제18화                                    | 5월 6일   | 生か死か        | 18.3%  |
| 제19화                                    | 5월 13일  | 呪いの笛        | 19.0%  |
| 제20화                                    | 5월 20일  | 軍師誕生        | 20.0%  |
| 제21화                                    | 5월 27일  | 消えた姫        | 20.7%  |
| 제22화                                    | 6월 3일   | 三国激突        | 18.9%  |
| 제23화                                    | 6월 10일  | 河越夜戦        | 20.8%  |
| 제24화                                    | 6월 17일  | 越後の龍        | 20.3%  |
| 제25화                                    | 6월 24일  | 非情の掟        | 19.8%  |
| 제26화                                    | 7월 1일   | 苦い勝利        | 19.4%  |
| 제27화                                    | 7월 8일   | 最強の敵        | 19.5%  |
| 제28화                                    | 7월 15일  | 両雄死す        | 19.3%  |
| 제29화                                    | 7월 22일  | 逆襲!武田軍     | 19.6%  |
| 제30화                                    | 7월 29일  | 天下への道      | 15.9%  |
| 제31화                                    | 8월 5일   | 裏切りの城      | 19.2%  |
| 제32화                                    | 8월 12일  | 越後潜入        | 17.8%  |
| 제33화                                    | 8월 19일  | 勘助捕らわる    | 16.5%  |
| 제34화                                    | 8월 26일  | 真田の本懐      | 16.6%  |
| 제35화                                    | 9월 2일   | 姫の戦い        | 17.1%  |
| 제36화                                    | 9월 9일   | 宿命の女        | 17.3%  |
| 제37화                                    | 9월 16일  | 母の遺言        | 18.3%  |
| 제38화                                    | 9월 23일  | 村上討伐        | 16.8%  |
| 제39화                                    | 9월 30일  | 川中島!龍虎激突 | 15.9%  |
| 제40화                                    | 10월 7일  | 三国同盟        | 16.3%  |
| 제41화                                    | 10월 14일 | 姫の死          | 17.8%  |
| 제42화                                    | 10월 21일 | 軍師と軍神      | 19.0%  |
| 제43화                                    | 10월 28일 | 信玄誕生        | 17.7%  |
| 제44화                                    | 11월 4일  | 信玄暗殺        | 15.9%  |
| 제45화                                    | 11월 11일 | 謀略!桶狭間     | 17.6%  |
| 제46화                                    | 11월 18일 | 関東出兵        | 17.1%  |
| 제47화                                    | 11월 25일 | 決戦前夜        | 16.7%  |
| 제48화                                    | 12월 2일  | いざ川中島      | 15.7%  |
| 제49화                                    | 12월 9일  | 死闘川中島      | 18.3%  |
| 최종화                                    | 12월 16일 | 決戦川中島      | 18.0%  |
| 평균 시청률: 18.7%                        |           |                 |        |
| (시청률은 간토 지방·비디오 리서치사 조사) |           |                 |        |